# 王绍南 (1906年)
王绍南（1906年—1979年），中国人民解放军将领、中国人民解放军开国少将。
曾任第一高级步兵学校副校长。1955年，授予中国人民解放军少将。